# Abu Ruwajl
Abu Ruwajl (arab. أبو رويل) – miejscowość w Syrii, w muhafazie Aleppo. W 2004 roku liczyła 1732 mieszkańców.